# Adriana Mulassano
Adriana Mulassano (Milano, 11 maggio 1939) è una giornalista italiana, si occupa di moda, costume e società, è nota soprattutto come storica penna del Corriere della Sera negli anni settanta e ottanta.

## Biografia
Dopo aver frequentato il Liceo Linguistico Alessandro Manzoni di Milano, si trasferisce a New York, dove incontra il suo maestro, Richard Avedon.
Rientrata in Europa, dopo una breve esperienza a Parigi, nella redazione di ELLE, diventa nel 1961 redattore di Amica, ruolo che abbandonerà nel 1964 per iniziare la collaborazione con il Corriere della Sera, dove resta fino al 1990 con il duplice ruolo di inviata speciale per la moda e redattore della Terza Pagina. Dal 1992 al 2000 lavora presso l'ufficio stampa della Giorgio Armani S.p.A.. Poi, stabilitasi a Roma, insegna per cinque anni all'Accademia di Costume e di Moda e dal 2009 è docente di giornalismo di moda presso il corso triennale di Fashion Communication all'Istituto Europeo di Design.
Tratto distintivo dello stile di Adriana Mulassano è una conoscenza della moda soprattutto in ambito storico e sociologico, che le fa guadagnare la considerazione degli stilisti e creatori di moda di cui recensiva le sfilate per il Corriere della Sera.
Nel 1979 pubblica il libro "I Mass Moda" - Fatti e personaggi dell'Italian look illustrato dai ritratti di Alfa Castaldi e con la prefazione di Anna Piaggi.
Collabora alla sceneggiatura e alla redazione del booklet per il DVD, al docufilm "La moda proibita: Roberto Capucci e il futuro dell'Alta Moda" di Ottavio Rosati.